# Markevičius
Markevičius  ist ein litauischer männlicher Familienname, abgeleitet vom Vornamen Markas.

## Weibliche Formen
- Markevičiūtė (ledig)
- Markevičienė (verheiratet)

## Personen
- Gvidonas Markevičius (* 1969),  Basketballspieler und Trainer
- Vytautas Markevičius (* 1962),  Rechtsanwalt, Justizpolitiker und Innenminister Litauens